# Biserica Sfânta Maria a Victoriei din Praga
Biserica Sfânta Maria a Victoriei, cu numele complet Biserica Sfânta Maria a Victoriei și Sfântul Anton de Padova (în cehă: Kostel Panny Marie Vítězné a svatého Antonína Paduánského), denumită și Biserica Maica Domnului a Victoriei precum și Sanctuarul Pruncului Isus din Praga, se află pe strada Karmelitská în Orașul de Jos (Malá Strana) din Praga, un cartier situat la vest de Orașul Vechi (Staré Město). Administrată de călugării carmeliți desculți, biserica este cunoscută îndeosebi pentru că adăpostește celebra statuetă de ceară, din secolul al XVII-lea, cunoscută sub numele de Pruncul Isus de la Praga.

## Istorie
O capelă luterană închinată Sfintei Treimi a fost construită pe situl actual al bisericii, în 1584, la ordinul lui Rudolf al II-lea, care a aprobat un lăcaș de cult luteran pentru protestanții germani. Arhitectul italian Giovanni Maria Filippi a construit pe acest amplasament biserica actuală începând din 1611. După bătălia de la Muntele Alb, din 8 noiembrie 1620, Contrareforma a obligat Praga să revină la catolicism. Biserica a fost încredințată conducerii carmeliților în septembrie 1624.
În anii 1625-1644 edificiul a suferit ample modificări: orientarea navei a fost schimbată (la origine orientată spre est, iar de atunci este spre vest), un nou presbiteriu a fost construit, iar fațada reconstruită a luat drept model biserica ordinului carmelit Santa Maria della Scala (aflată în cartierul Trastevere, din Roma). La 3 iunie 1784, carmeliții au primit ordinul să-i remită biserica lui Iosif al II-lea, împărat al Sfântului Imperiul Roman de Națiune Germană. De la 2 iulie 1993, la cererea arhiepiscopului Pragăi, Miloslav Vlk, Carmeliții desculți administrează, din nou, biserica.

## Decorațiuni interioare
Pe lângă statueta Pruncului Isus din Praga, această biserică, o clădire din barocul timpuriu, adăpostește mobilier prețios, majoritatea datând din secolul al XVII-lea.

Mai mult, în vechiul cor monahal, în spatele altarului mare, atârnă un portret monumental al împăratului Ferdinand al II-lea. Alte picturi prezente în această biserică includ „Extazul Sfintei Tereza de Ávila” de Johann Georg Wilhelm Dietrich, „Apoteoza Sfintei Tereza de Ávila” de Jan Bedřich Hess, Apoteoza Sfântului Ioan al Crucii de Matěj Zimprecht, Viziunea mistică a Sfântulului Simon de Peter Johannes Brandl și „Viziunea Sfântului Ioachim și a Sfintei Ana” de Brandlovo.